# Горхон (Иркутская область)
Горхон (бур. Горхон) — деревня в Осинском районе Усть-Ордынского Бурятского округа Иркутской области. Входит в состав муниципального образования «Обуса».

## Топонимика
Название Горхон происходит от бурятского горхон — ручей, речка.

## География
Деревня находится на расстоянии 55 км к северу от села Оса, административного центра района. Абсолютная высота — 456 м над уровнем моря.

## Население
| 2002 | 2010 | 2011 | 2012 |
| ---- | ---- | ---- | ---- |
| 139  | ↗158 | →158 | ↘155 |

## Улицы
В деревне имеются две улицы: Горхонская и Хурдутская.